# The League of Gentlemen
The League of Gentlemen è un quartetto di comici britannici formatosi nel 1995 e costituito da Mark Gatiss, Steve Pemberton, Reece Shearsmith e Jeremy Dyson.

## La serieThe League of Gentlemen
L'omonima serie televisiva per la quale sono diventati celebri è ambientata nella immaginaria cittadina di Royston Vasey (in realtà Hadfield, vicino Manchester), da qualche parte nel nord dell'Inghilterra. Essa è popolata da dozzine di bizzarri cittadini. Tutti i personaggi principali, sia maschili che femminili, sono interpretati da Mark Gatiss, Steve Pemberton e Reece Shearsmith, mentre Jeremy Dyson ne firma soggetto e sceneggiatura assieme agli altri tre attori. La prima serie è apparsa sulla BBC in Gran Bretagna nel 1999. In Italia tutte e tre le serie sono state trasmesse sottotitolate sui canali satellitari Jimmy e BBC Prime.

### Serie I (1999)
- Welcome To Royston Vasey
- The Road To Royston Vasey
- Nightmare In Royston Vasey
- The Beast Of Royston Vasey
- Love Comes To Royston Vasey
- Escape From Royston Vasey

La serie intreccia le vicende dei cittadini più eccentrici del paesino sperduto di Royston Vasey alle prese con una novità: la costruzione di una nuova strada, che renderà più facili le comunicazioni fra il paese e il resto del mondo. Compito di Tubbs ed Edward Tattsyrup, i coniugi e fratelli proprietari del local shop sarà quello di impedire ad ogni costo i lavori. Ad ogni costo.

### Serie II (2000)
- Destination: Royston Vasey
- Lust for Royston Vasey
- A Plague on Royston Vasey
- Death in Royston Vasey
- Anarchy in Royston Vasey
- Royston Vasey and the Monster from Hell

Questa volta a minacciare la tranquilla (?) vita a Royston Vasey è una strana epidemia. I sintomi? Cruenti sanguinamenti dal naso che portano gli abitanti alla morte in pochissimo tempo. Intanto Tubbs ed Edward, isolati come sempre sulla loro collinetta, sono alle prese con una nuova missione: trovare una compagna al figlio David.

### Serie III (2002)
- The Lesbian and the Monkey
- The One-Armed Man is King
- Turn again Geoff Tipps
- The Medusa Touch
- Beauty and the Beast (Or, Come into My Parlour)
- How the Elephant Got Its Trunk

Novità di questa serie è la tipologia dell'intreccio. Ogni episodio vede come protagonista uno dei personaggi "illustri" di Rosyton Vasey: da Pauline Campbell-Jones a Geoff Tipps, da Charlie Hull ad Alvin Steele. Il filo conduttore? La scena finale e una busta di nylon rossa.

### Serie IV (2017)
- Return to Royston Vasey
- Save Royston Vasey
- Royston Vasey Mon Amour

Dopo 15 anni tutto pare cambiato a Royston Vasey. Benjamin Denton, ormai diventato uomo, ritorna per il funerale dello zio Harvey incurante della sorpresa che lo attende; il nuovo sindaco Bernice Hall non è d'accordo sull'accorpamento di Royston Vasey con il paese vicino, mentre Tubbs ed Edward, rifugiatisi in un palazzo occupato, diventano improvvisamente gli idoli degli abitanti di Royston Vasey che vogliono preservare la loro libertà.

## Il film
Nel 2005 i quattro scrivono ed interpretano un film, The League of Gentlemen's Apocalypse, ambientato tra Royston Vasey e Londra. Il film è diretto da Steve Bendelac e prodotto dalla Universal Pictures.